# Gran Mezquita de Susa
La Gran Mezquita de Susa es una mezquita del siglo IX construida en la ciudad costera de Susa, Túnez. 
La mezquita forma parte de la Medina de Susa, centro histórico de la ciudad y declarada Patrimonio de la Humanidad en 1988.

## Historia
Su construcción data aproximadamente del año 851, en época de la dinastía aglábida la cual rendía vasallaje al Califato abasí y fue mandada construir por el emir Muhammad I ibn al-Aghlab. La mezquita ha sido renovada y mejorada en varias ocasiones durante los siglos X al XVII.

## Arquitectura
La mezquita está formada por una sala de oración y un sahn. La sala tiene forma cuadrangular coronada con dos cúpulas en el medio y un mihraben el centro del muro. La cúpula es una de las pocas que, durante los periodos Umayyad y Abbasid, se construyeron frente al mihrab. El mihrab es posterior al periodo de los Ziríes a juzgar por el estilo de su decoración y sus inscripciones cúficas. También hay una inscripción cúfica sobre la fachada que alude a un esclavo libre del emir llamado Mudam que supervisó la construcción y actuó de maestro de obra. La mezquita está ubicada junto a la rábida lo que influye en su apariencia de fortificación al estar rodeada de una muralla almenada. No tiene minarete y la adhan (llamada a la oración) se realiza desde la torre abovedada de la esquina noroeste y accesible desde el sahn.

## Galería

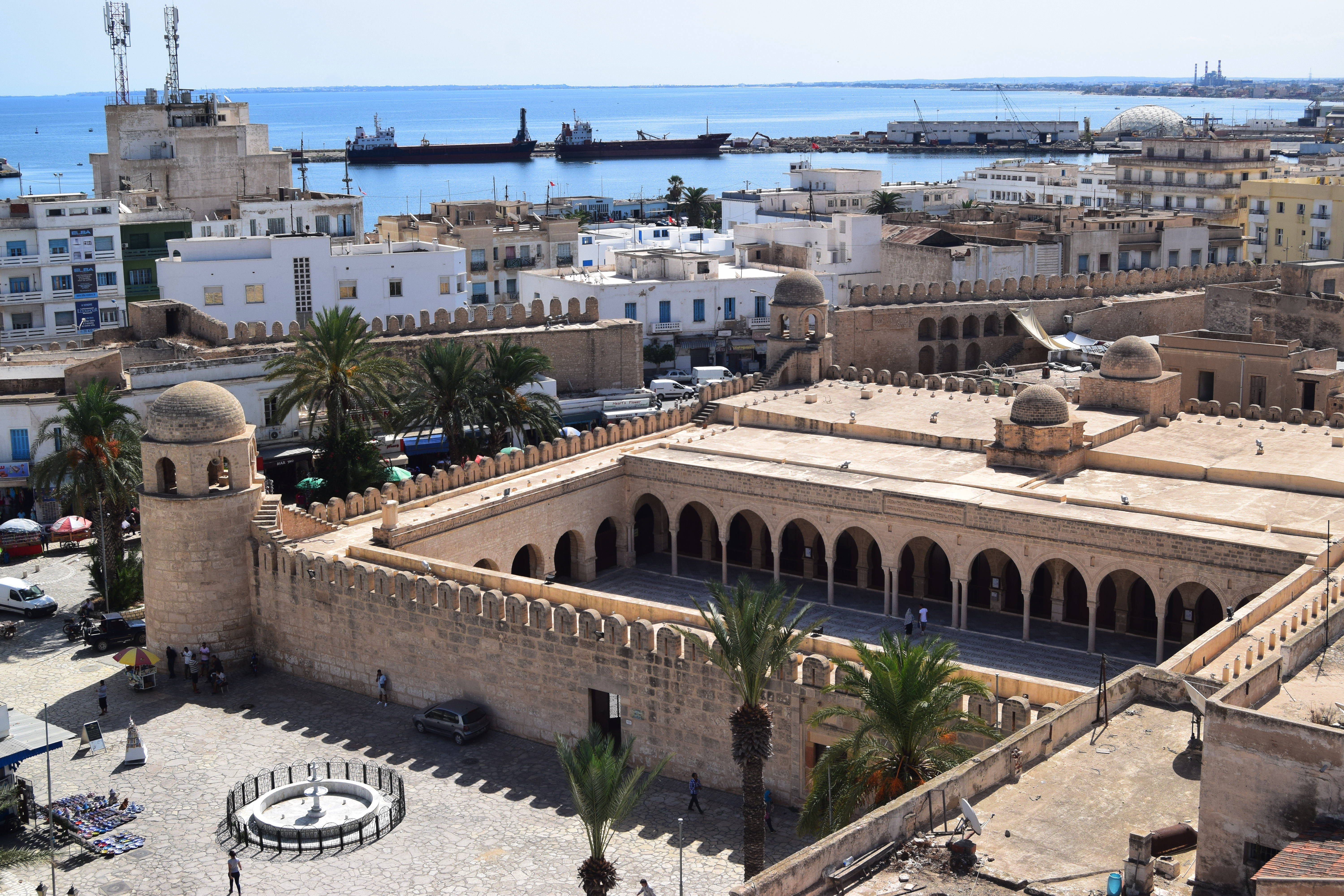
Vista aérea.
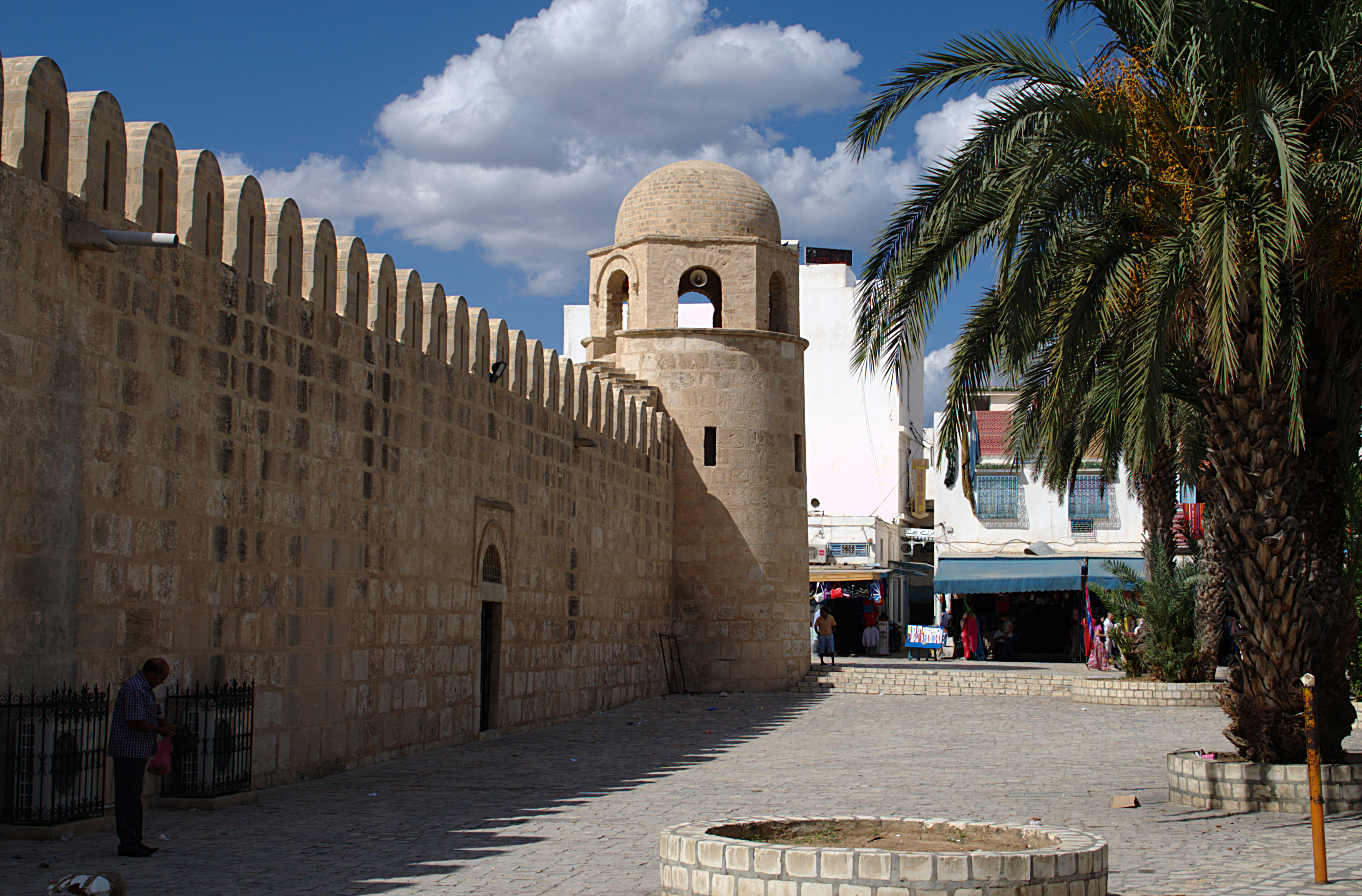
Muro exterior.
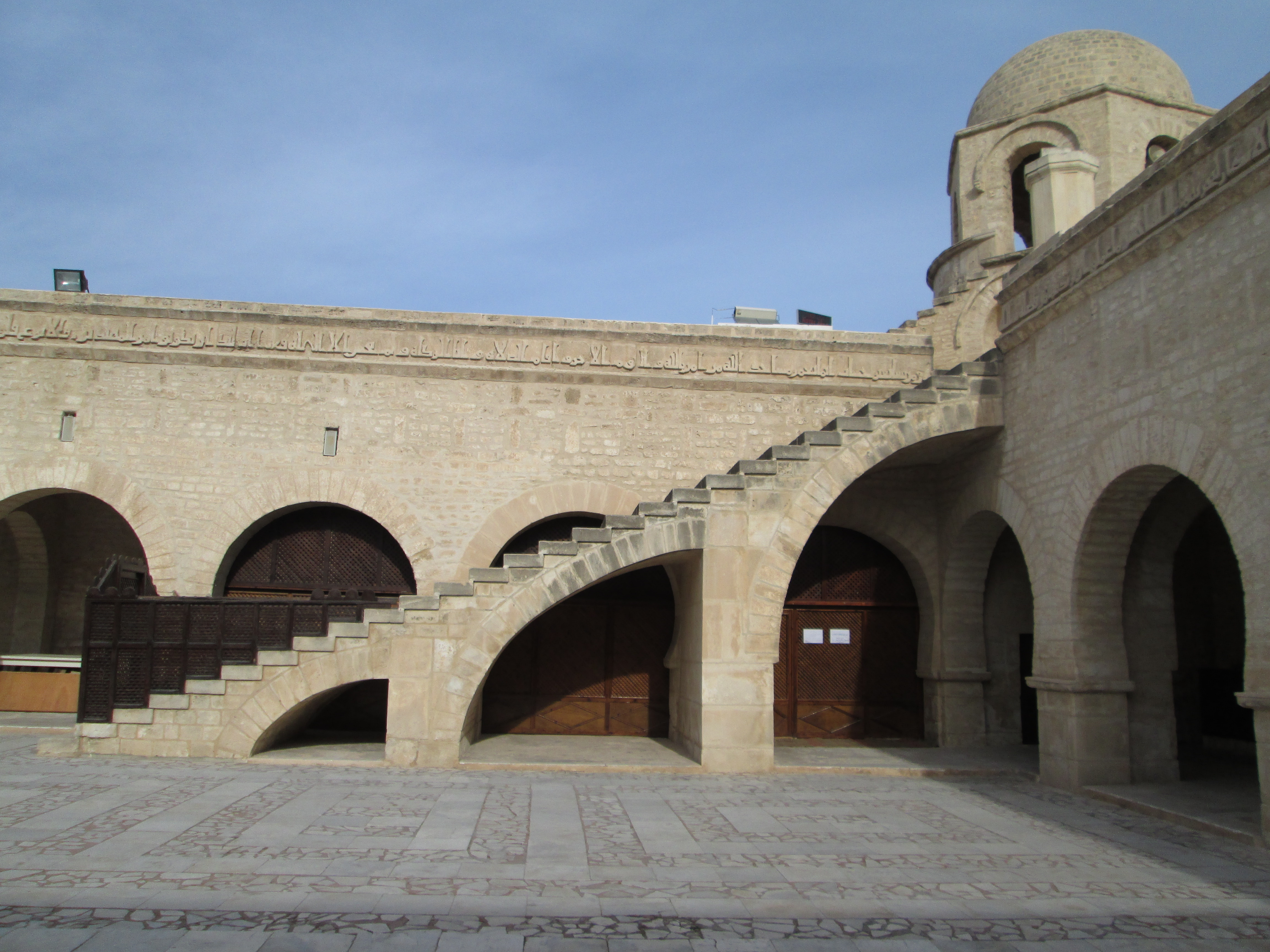
Acceso a la torre desde donde se llama a oración.
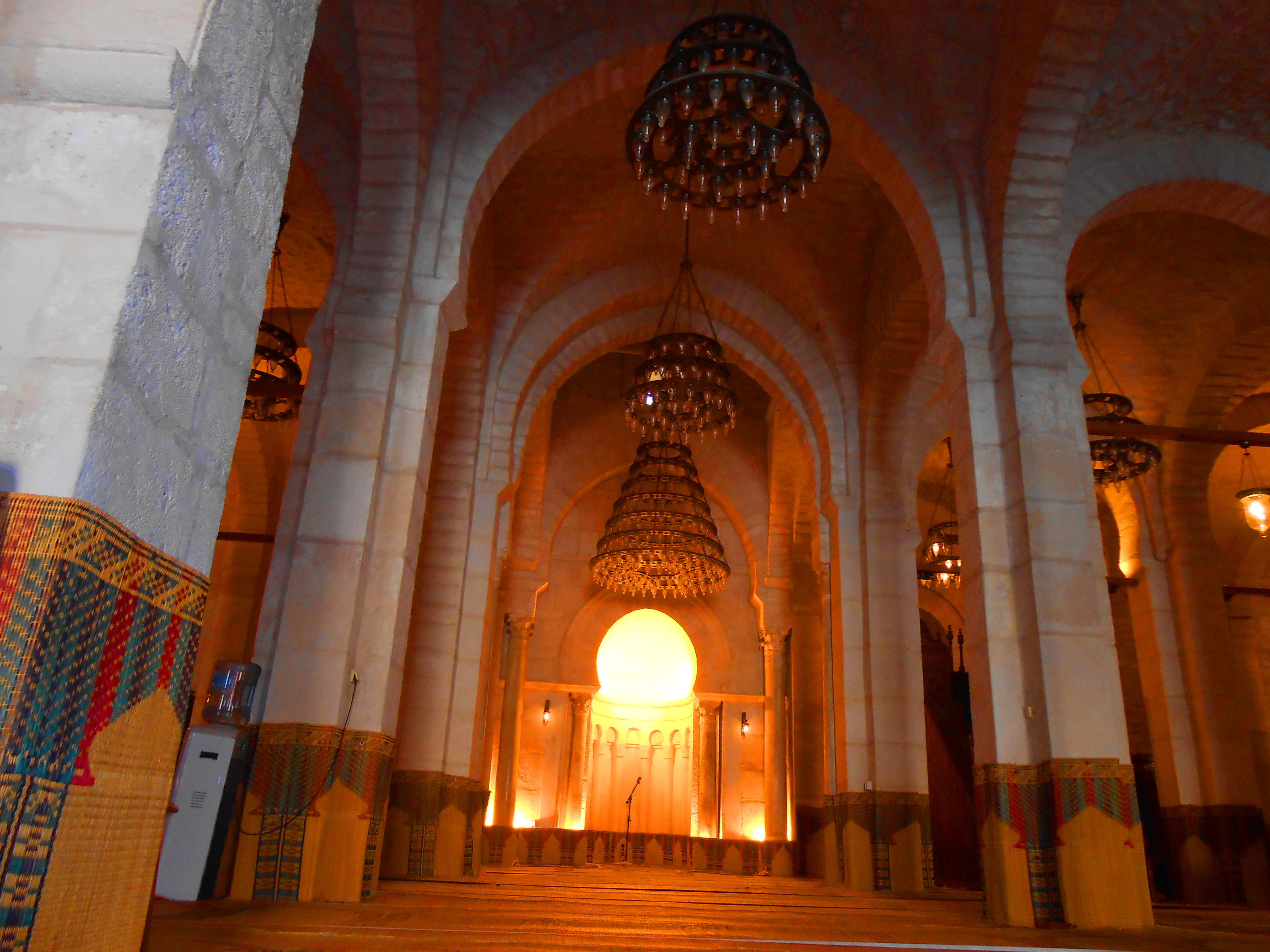
Vista interior.